# زرخاک
زرخاک (به تاجیکی: Зархок) روستایی در ناحیهٔ اسفره ولایت سغد کشور تاجیکستان است. این روستا در جنوب شرقی تاجیکستان و در مرز با ازبکستان و قرقیزستان واقع شده‌است.